# 도고정 (미야자키현)
도고정(東郷町)은 미야자키현의 북부에 있는 휴가시 서부에서 남부를 거친 지역이다. 
구 히가시우스키군 도고정은 2006년 2월 25일 휴가시에 편입되어 지역자치구에 설치되어있다. 도고정은 2006년 2월 25일에 휴가시에 편입되어, 지역자치구가 설치되었다.

## 역사
- 1889년 5월 1일 - 정촌제 시행에 수반해 히가시우스키군 도고촌이 성립하였다.
- 1969년 4월 1일 - 정으로 승격해 도고정이 되었다.
- 2006년 2월 25일 - 휴가시에 편입되어, 동시에 휴가시의 지역자치구가 되었다.

## 교통

### 철도
- 규슈 여객철도 닛포 본선

### 도로
- 국도 제327호선
- 국도 제446호선